# Élections législatives de 2020 à Hawaï
Les élections législatives de 2020 à Hawaï ont lieu le 3 novembre 2020 afin d'élire les 51 membres de la Chambre des représentants de l'État américain de Hawaï.

## Système électoral
La Chambre des représentants d'Hawaï est la chambre basse de son parlement bicaméral. Elle est composée de 51 sièges pourvus pour deux ans au scrutin uninominal majoritaire à un tour dans autant de circonscriptions.

## Résultats
|                          |                       |         |       |        |               |  |  |  |  |  |  |  |
| Partis                   | Partis                | Voix    | %     | Sièges | +/-           |  |  |  |  |  |  |  |
|                          | Parti démocrate (D)   | 240 006 | 65,27 | 47     | 1             |  |  |  |  |  |  |  |
|                          | Parti républicain (R) | 108 475 | 29,50 | 4      | 1             |  |  |  |  |  |  |  |
|                          | Autres partis         | 17 270  | 4,70  | 0      | en stagnation |  |  |  |  |  |  |  |
|                          | Indépendants          | 1 964   | 0,53  | 0      | en stagnation |  |  |  |  |  |  |  |
|                          |                       |         |       |        |               |  |  |  |  |  |  |  |
| Votes valides            | Votes valides         | 367 715 | 92,89 |        |               |  |  |  |  |  |  |  |
| Votes blancs et nuls     | Votes blancs et nuls  | 28 152  | 7,11  |        |               |  |  |  |  |  |  |  |
| Total                    | Total                 | 395 867 | 100   | 51     | en stagnation |  |  |  |  |  |  |  |
| Abstentions              |                       |         |       |        |               |  |  |  |  |  |  |  |
| Inscrits / participation |                       |         |       |        |               |  |  |  |  |  |  |  |